# Gyebaek
Gyebaek (ou Gaebaek , Hangul: 계백 , Hanja: 階 伯, falecido em 20 de agosto de 660) foi um general no antigo reino coreano de Baekje. Pouco se sabe de sua vida pessoal - incluindo o ano e a localização de seu nascimento.

## A última batalha
Em 660, Baekje foi invadida por uma força de 50.000 de Silla, apoiada por 144.000 soldados Tang. Gyebaek, com apenas 5.000 soldados sob seu comando, os encontrou no campo de batalha de Hwangsanbeol.   Antes de entrar no campo de batalha, Gyebaek supostamente matou sua esposa e filhos para evitar que eles pensassem em influenciar suas ações ou fazer com que ele vacilasse na batalha.
Suas forças venceram quatro batalhas iniciais, causando severas baixas às forças de Silla. O general Gyebaek lutou com muita coragem e matou muitos soldados de Silla. No entanto, no final, exausto e cercado, o exército de Gyebaek estava em desvantagem e foi superado. As forças de Baekje foram aniquiladas em batalha junto com seu líder Gyebaek. 

## Posteridade
Baekje foi destruída, pouco depois da derrota e morte de Gyebaek em Hwangsanbeol.
À medida que a filosofia neoconfucionista se tornou mais influente nas posteriores dinastias coreanas, Gyebaek foi reconhecido por historiadores e estudiosos como um exemplo dos ideais confucionistas de patriotismo e devoção a seu rei e elogiados como tal. Embora não se saiba muito mais sobre a vida de Gyebaek, as ações que levaram à sua última batalha são bem conhecidas de muitos coreanos.
Existe uma estátua do General Gyabaek na rua principal de Buyeo na Rotatória Guncheon. 